# Freccia del Brabante 1970
La Freccia del Brabante 1970, decima edizione della corsa, si svolse il 22 marzo su un percorso di 184 km, con partenza ed arrivo a Sint-Genesius-Rode. Fu vinta dal belga Herman Van Springel della squadra Mann-Grundig davanti ai connazionali Victor Van Schil e Georges Pintens.

## Ordine d'arrivo (Top 10)
| Pos. | Corridore           | Squadra             | Tempo    |
| ---- | ------------------- | ------------------- | -------- |
| 1    | Herman Van Springel | Mann-Grundig        | 4h25'00" |
| 2    | Victor Van Schil    | Faemino-Faema       | a 45"    |
| 3    | Georges Pintens     | Mann-Grundig        | a 51"    |
| 4    | Roger Rosiers       | Bic                 | a 2'15"  |
| 5    | Joop Zoetemelk      | Flandria-Mars       | s.t.     |
| 6    | Jos van der Vleuten | Willem II-Gazelle   | s.t.     |
| 7    | Willy De Geest      | Hertekamp-Magniflex | s.t.     |
| 8    | Willy In 't Ven     | Mann-Grundig        | s.t.     |
| 9    | Julien Stevens      | Faemino-Faema       | s.t.     |
| 10   | Joseph Bruyère      | Faemino-Faema       | a 2'21"  |